# Big Gemini

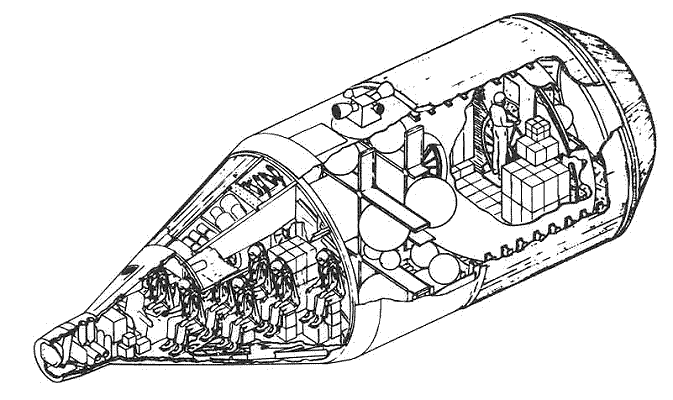
Uma das configurações da Big Gemini.

Big Gemini (também conhecido como Big G) foi proposta feita pela McDonnell Douglas para a USAF e a NASA em 1967 para a construção de uma nave espacial tripulada para prestar serviço a estações espaciais militares e civis, como o Manned Orbital Laboratory (MOL), uma estação espacial militar tripulada proposta pela Força Aérea dos Estados Unidos (USAF) que foi cancelada posteriormente.

## Cancelamento
A nave nunca chegou a ser desenvolvida devido ao programa de estações espaciais da NASA e USAF foi severamente restringido. O MOL seria cancelado no final dos anos 1960, e o programa da estação da NASA (a Skylab) limitou-se a utilização de partes excedentes do Programa Apollo e não continuou após a perda da Skylab e o início do programa de ônibus espacial.

## Especificações
- Tripulação: 9 a 12
- Comprimento: 11,5 m
- Diâmetro máximo: 4,27 m
- Volume habitável: 18,7 m3
- Massa: 15.590 kg
- Carga: 2500 kg